# Funzioni ellittiche di Jacobi
In matematica, le funzioni ellittiche di Jacobi costituiscono una famiglia di funzioni ellittiche basilari che sono state introdotte dal matematico tedesco Carl Gustav Jakob Jacobi intorno al 1830. Esse e le funzioni theta (queste con ruoli ausiliari) hanno importanza storica e presentano molte caratteristiche che contribuiscono a far emergere un'importante struttura; inoltre hanno diretta rilevanza per talune applicazioni, ad esempio per le equazioni del pendolo. Esse inoltre presentano utili analogie con le funzioni trigonometriche, come rivelato dalla scelta della notazione sn per una funzione associabile alla funzione sin. Oggi sappiamo che le funzioni ellittiche di Jacobi non sono gli strumenti più semplici per lo sviluppo di una teoria generale, come si vede anche nell'attuale articolo: strumenti migliori sono le funzioni ellittiche di Weierstrass. Le funzioni di Jacobi presentano comunque vari motivi di interesse.

## Introduzione

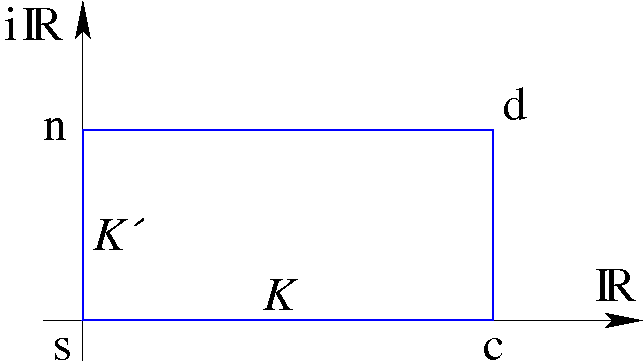
Costruzione del rettangolo ausiliario

Ci sono dodici funzioni ellittiche Jacobiane. Ognuna di queste corrisponde a una freccia tracciata da un angolo a un altro di uno stesso rettangolo. Gli angoli del rettangolo vengono chiamati, per convenzione, s, c, d, n. Il rettangolo è inteso giacente sul piano complesso, con s nell'origine, c corrisponde al punto K sull'asse reale, d corrisponde al punto K +iK'  ed n è sul punto iK'  sull'asse immaginario. I numeri K e K'  sono detti i quarti di periodo. Le dodici funzioni ellittiche di Jacobi sono quindi pq, dove p e q denotano una delle lettere s,c,d,n. 
Le funzioni ellittiche Jacobiane sono quindi le uniche doppiamente periodiche e sono funzioni meromorfe (v. funzione meromorfa) che soddisfano le seguenti tre proprietà:
- hanno uno zero semplice nel vertice p e un polo semplice nel vertice q.
- la distanza da p a q è uguale a metà del periodo della funzione pq u; in altre parole, la funzione pq u è periodica nella direzione di pq, con un periodo doppio rispetto alla distanza tra p e q. Inoltre, pq u è periodica anche nelle altre due direzioni, con un periodo tale che la distanza tra p e uno degli altri vertici è pari a un quarto del periodo.
- se la funzione pq u viene sviluppata rispetto a u in uno dei vertici, il primo termine dello sviluppo ha coefficiente 1. In altre parole, il primo termine dello sviluppo di pq u nel vertice p è u; il primo termine dello sviluppo nel vertice q è 1/u e, infine, il primo termine dello sviluppo negli altri due vertici è 1.

Le funzioni ellittiche Jacobiane sono quindi le uniche funzioni ellittiche che soddisfano le suddette proprietà.
Più in generale, non è necessario imporre un rettangolo; un parallelogramma è sufficiente. Comunque, se K e iK'  venogno mantenuti rispettivamente sull'asse reale ed immaginario allora le funzioni ellittiche di Jacobi pq u assumono valori reali quando u è reale.

## Definizione tramite integrali ellittici

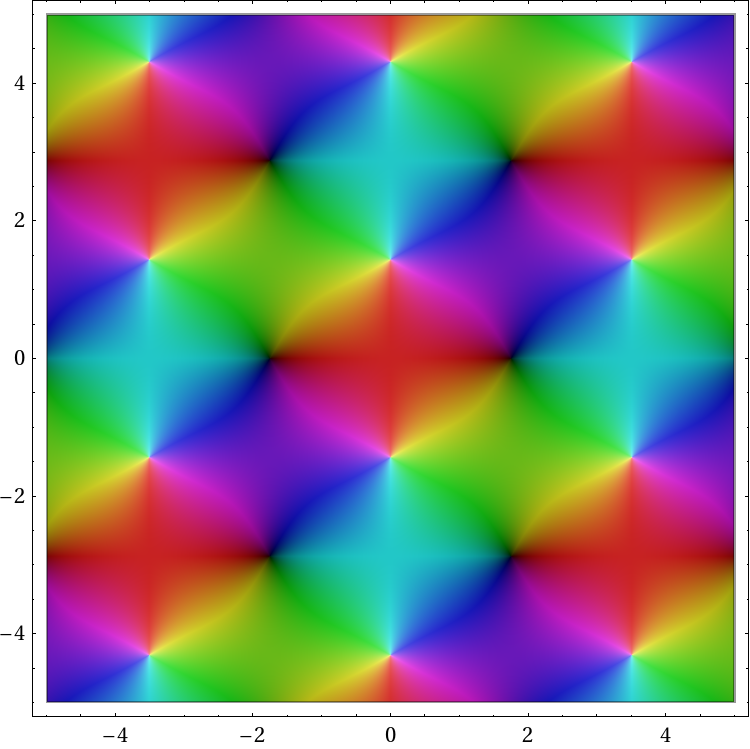
Grafico della funzione di Jacobi dn(u), con parametro m=√2

Si possono definire le funzioni ellittiche di Jacobi in un modo equivalente: come l'inversa di un integrale ellittico incompleto del primo tipo. Sia:
{\displaystyle u=\int _{0}^{\phi }{\frac {\mathrm {d} \theta }{\sqrt {1-m\sin ^{2}\theta }}}}
Allora la funzione ellittica {\displaystyle \operatorname {sn} \;u} è definita da:
{\displaystyle \operatorname {sn} \;u=\sin \phi \,}
e {\displaystyle \operatorname {cn} \;u} è definita da:
{\displaystyle \operatorname {cn} \;u=\cos \phi }
Inoltre:
{\displaystyle \operatorname {dn} \;u={\sqrt {1-m\sin ^{2}\phi }}}
L'angolo {\displaystyle \phi } è detto ampiezza.

## Definizione con funzioni theta
Le funzioni ellittiche di Jacobi si possono anche definire tramite le funzioni theta di Jacobi. Abbreviando con {\displaystyle \vartheta } la funzione {\displaystyle \vartheta (0;\tau )}, e allo stesso modo scrivendo {\displaystyle \vartheta _{01},\vartheta _{10},\vartheta _{11}} al posto di {\displaystyle \vartheta _{01}(0;\tau ),\vartheta _{10}(0;\tau ),\vartheta _{11}(0;\tau )} rispettivamente, il modulo ellittico è:
{\displaystyle k=\left({\vartheta _{10} \over \vartheta }\right)^{2}}
Ponendo {\displaystyle u=\pi \vartheta ^{2}z} si ha:
{\displaystyle {\mbox{sn}}(u;k)=-{\vartheta \vartheta _{11}(z;\tau ) \over \vartheta _{10}\vartheta _{01}(z;\tau )}}
{\displaystyle {\mbox{cn}}(u;k)={\vartheta _{01}\vartheta _{10}(z;\tau ) \over \vartheta _{10}\vartheta _{01}(z;\tau )}}
{\displaystyle {\mbox{dn}}(u;k)={\vartheta _{01}\vartheta (z;\tau ) \over \vartheta \vartheta _{01}(z;\tau )}}
Le funzioni di Jacobi sono definite mediante il modulo ellittico {\displaystyle k(\tau )}, quindi si deve invertire la sua espressione e trovare {\displaystyle \tau } in funzione di {\displaystyle k}. Partendo dal modulo complementare {\displaystyle k'={\sqrt {1-k^{2}}}}, come funzione di {\displaystyle \tau } esso ha la forma:
{\displaystyle k'(\tau )=\left({\vartheta _{01} \over \vartheta }\right)^{2}}
Sia:
{\displaystyle \ell ={1 \over 2}{1-{\sqrt {k'}} \over 1+{\sqrt {k'}}}={1 \over 2}{\vartheta -\vartheta _{01} \over \vartheta +\vartheta _{01}}}
Definendo {\displaystyle q=\exp(\pi i\tau )} ed espandendo {\displaystyle \ell } come serie di potenze nella variabile {\displaystyle q}, si ha:
{\displaystyle \ell ={q+q^{9}+q^{25}+\cdots  \over 1+2q^{4}+2q^{16}+\cdots }}
Invertendo la serie:
{\displaystyle q=\ell +2\ell ^{5}+15\ell ^{9}+150\ell ^{13}+1707\ell ^{17}+20910\ell ^{21}+268616\ell ^{25}+\cdots }
Dal momento che ci si può ricondurre al caso in cui {\displaystyle \Im [\tau ]\geq (1/2){\sqrt {3}}}, si può assumere che {\displaystyle |q|\geq e^{(-1/2){\sqrt {3}}\pi }\sim 0.0658}.